# Сан Донато VI (Кјети)
Сан Донато VI (итал. San Donato VI) је насеље у Италији у округу Кјети, региону Абруцо.
Према процени из 2011. у насељу је живело 40 становника. Насеље се налази на надморској висини од 69 м.